# Herblay-sur-Seine

Herblay-sur-Seine (până în 2018 Herblay) este un oraș în Franța, în departamentul Val-d'Oise, în regiunea Île-de-France.